# Palm Pilot

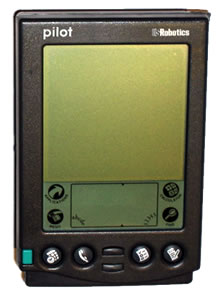
Palm Pilot 5000

Palm Pilot war der erste Personal Digital Assistant (PDA) des Unternehmens Palm aus dem Jahr 1996.
Aufgrund eines Markenrechtsstreits mit der Firma Pilot Pen erhielt die ab 1997 erhältliche zweite Generation den Namen PalmPilot. Ab 1998 trugen die Geräte nur noch den Namen Palm gefolgt von einer römischen Ziffer, etwa Palm III.
Die große Verbreitung der Palm Pilots zu Beginn des PDA-Zeitalters (Palm hatte bis Ende 1996 350.000 Stück verkauft) hatte dazu geführt, dass Palm Pilot zu einem Synonym für PDA wurde.
Der Palm Pilot verfügte über keine Tastatur, sondern wurde ausschließlich mit einem Stift bedient. Als Prozessor kam der Motorola Dragonball zum Einsatz und als Betriebssystem wurde das eigens für den Pilot entwickelte Palm OS verwendet.
Den Pilot gab es anfangs in den beiden Varianten Palm Pilot 1000 (128 kB RAM) und Palm Pilot 5000 (512 kB RAM). Ab 1997 gab es die beiden Modelle PalmPilot Personal (512 kB RAM) und PalmPilot Professional (1 MB RAM). Ebenfalls seit 1997 wurde von IBM Palm Pilots in Lizenz gefertigt und unter dem Namen WorkPad vermarktet.
Die Abmessungen betrugen 120 mm × 80 mm × 15 mm und das Gewicht 160 g (mit zwei AAA-Batterien).